# NGC 4394
NGC 4394 é uma galáxia espiral barrada (SBb) localizada na direcção da constelação de Coma Berenices. Possui uma declinação de +18° 12' 51" e uma ascensão recta de 12 horas, 25 minutos e 55,6 segundos.
A galáxia NGC 4394 foi descoberta em 14 de Março de 1784 por William Herschel.

## Galeria
- NGC 4394 pelo Telescópio Espacial Hubble
- NGC 4394 e Messier 85
- NGC 4394 no 2MASS